# Epagoge grotiana
Epagoge grotiana là một loài bướm đêm thuộc họ Tortricidae. Nó được tìm thấy ở châu Âu.
Sải cánh dài ca. 15 mm. Con trưởng thành bay từ tháng 6 đến tháng 8. .
Ấu trùng chủ yếu ăn Oak, Crataegus và Rubus.

## Hình ảnh

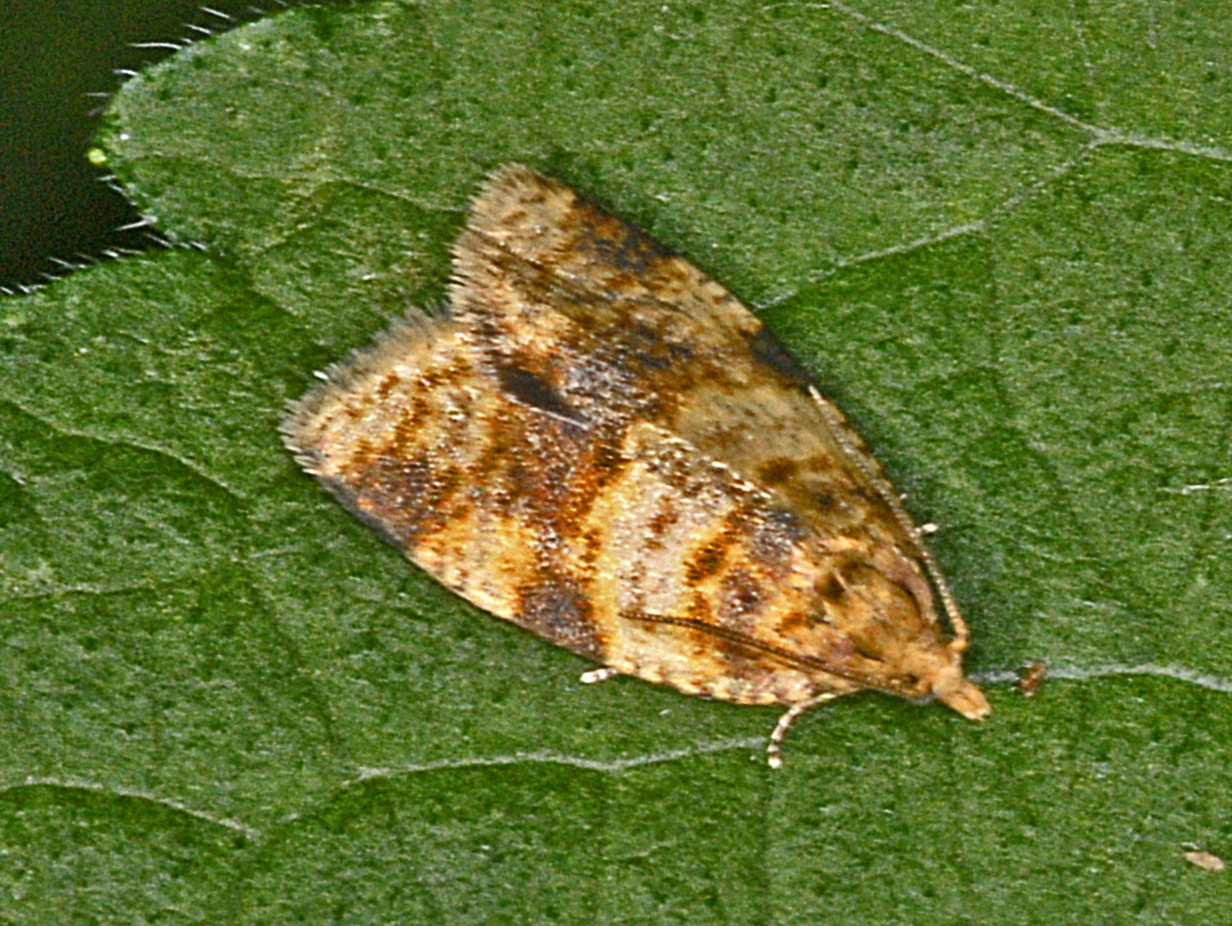